# Arakanesen

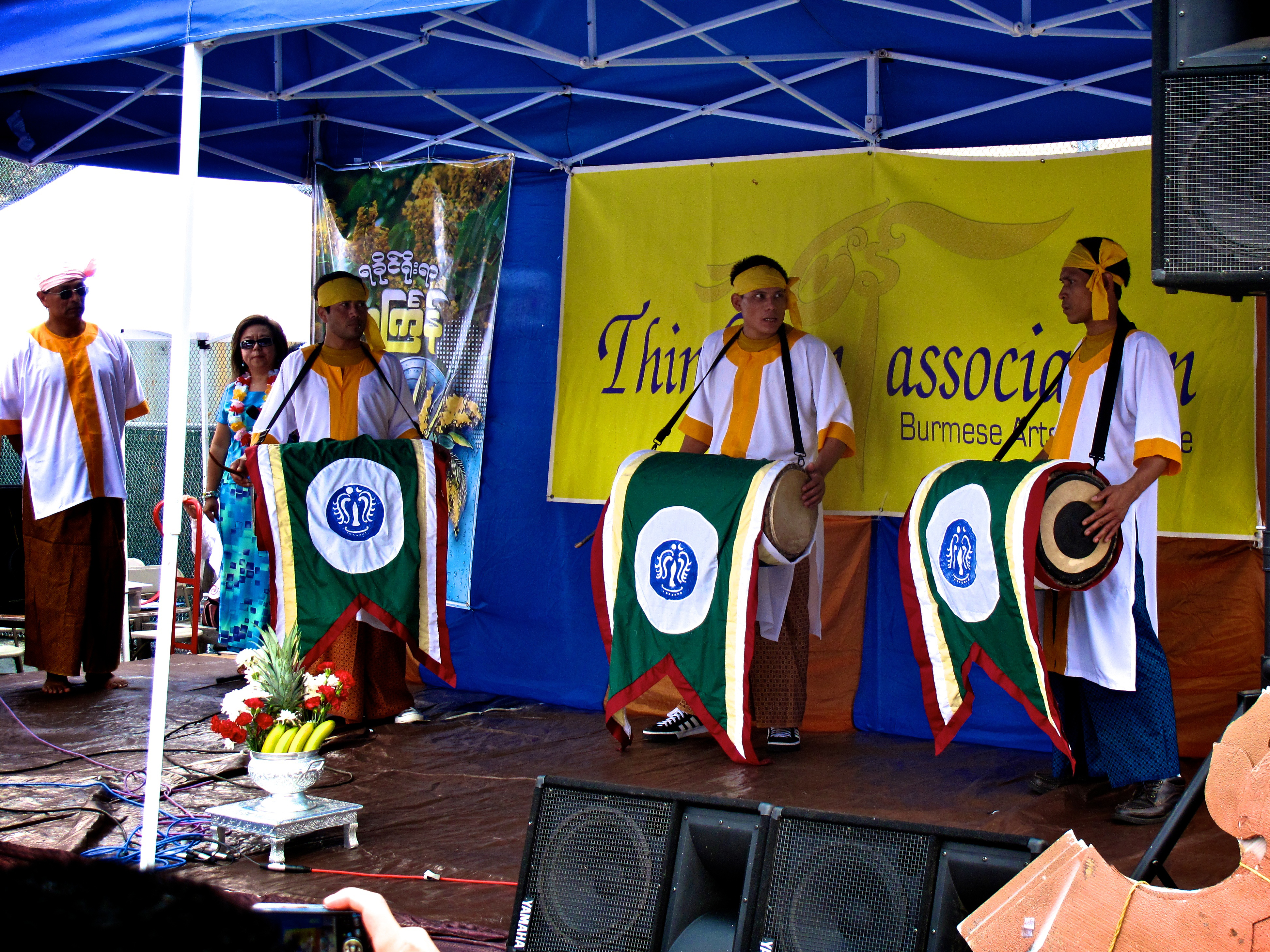
Arakanesische Trommler bei einem Festival in New York City

Die Arakanesen sind ein Volk in Kontinentalsüdostasien. Das deutsche Ethnonym ist insbesondere abgeleitet von der einheimisch(-birmanisch) gebräuchlichsten Volksbezeichnung Rakhine [rəˈkaɪn] (birm. ရခိုင်လူမျိုး), auch Rakhain(g), welche auch international weit verbreitet ist.
Weitere Bezeichnungen für die Arakanesen sind Yakhaing, Yakan; Magh(i), Mogh; Marma, Morma; und Mosh. Diese – wie auch „Rakhine“/„Rakhain(g)“ – stehen jeweils ganz überwiegend in engem sprachlichem Zusammenhang mit den verschiedenen Bezeichnungen für die Muttersprache der Arakanesen, im Deutschen Arakanesisch (oder ebenfalls „Rakhine“) genannt, oder aber einem ihrer Dialekte (z. B. Marma).
In allen Staaten, in denen die Arakanesen heimisch sind (s. u.), bilden sie eine Minderheit.

## Siedlungsraum
Etwa 800.000 Arakanesen leben in Myanmar, vor allem in der Küstenregion des Rakhaing-Staats (ehemals Arakan) im Südwesten des Landes. Weitere Arakanesen leben in der Irawadi-Region, der Magwe-Region und im Mon-Staat. Laut Beobachtern sollen diese vermehrt auf den ehemaligen Gebieten der vertriebenen Rohingyas angesiedelt werden. Der Anteil der Arakanesen an der Gesamtbevölkerung Myanmars wird mit bis zu vier Prozent angegeben.
200.000 Arakanesen leben in Bangladesch und eine Minderheit in Indien.

## Kultur
Traditionell sind die Arakanesen Buddhisten. Die Sprache der Arakanesen ist vermutlich ein Dialekt des Birmanischen und gehört somit zum tibetobirmanischen Zweig der Sinotibetischen Sprachen.